# Fortuna (woontoren)
Fortunais een woontoren in de Nederlandse stad Groningen. De toren is voltooid in 2008 en ontworpen door Bureau Noordeloos.    

## Beschrijving
Fortuna staat midden in de wijk Vinkhuizen bij de rotonde waar de Diamantlaan kruist met de Siersteenlaan. De eerste twee bouwlagen van de flat vormen de sokkel. De onderste bouwlaag is in gebruik als een Aldi-supermarkt, in de tweede bouwlaag bevinden zich 40 overdekte parkeerplekken voor de bewoners van voornamelijk de koopappartementen. De parkeerruimte is bereikbaar met een autolift en is niet zichtbaar vanaf de buitenkant, om geen afbreuk te doen aan het aanzicht van het gebouw. In de noordoosthoek van deze verdieping bevindt zich een woning, die goed zichtbaar is in de gevel. De toren zelf heeft 14 bouwlagen, waarbij er gezocht is tussen een verbinding tussen de onderste twee verdiepingen en de toren. Beide delen van de gebouwen bevatten veel ramen, om zo veel licht in de woningen te krijgen. 
De eerste vijf lagen boven de basis zijn aanzienlijk anders dan de overige negen verdiepingen en bestaan uit een dun grid met veel glas. Zo lijkt het bovenste deel van de toren bijna te zweven omdat dit gedeelte dichter is met eveneens veel ramen maar meer steen. De metselstenen in de toren zijn speciaal voor het project gemaakt, om de toren zo een eigen karakter te geven. In de toren zijn ruime drie- en vier kamperappartementen, waarvan een deel verkocht is en een deel wordt verhuurd. Vanwege het gebruik van één betonoverspanning per appartement, zijn deze vrij van palen. De woonkamers bevinden zich op de hoeken van het gebouw en de slaapkamers langs de gevels. Bergingen, entrees en sanitair bevinden zich in de kern van het gebouw. Het gebouw heeft geen balkons, maar een soort serres. Elke verdieping heeft vier woningen, één in elke windrichting. 